# Euderces auricaudus
Euderces auricaudus là một loài bọ cánh cứng trong họ Cerambycidae.